# Polynema seychellense
Polynema seychellense är en stekelart som beskrevs av Masi 1917. Polynema seychellense ingår i släktet Polynema och familjen dvärgsteklar. Inga underarter finns listade i Catalogue of Life.